# ギプスコア県

ギプスコア
Gipuzkoa

スペイン語：ギプスコア県 (Guipúzcoa)住民の呼称： gipuzkoar, giputz

ギプスコア県（ギプスコアけん、バスク語: GipuzkoaまたはGipuzkoako Probintzia、スペイン語: Provincia de Guipúzcoa）は、スペイン・バスク州にある県。県都はサン・セバスティアン。89のムニシピオ（基礎自治体）を持つ。

## 語源・表記
歴史上最初に文献に登場するこの地域の名称は、1025年に記録されたイプスコア(Ipuscoa)である。その後はいくつかの文献に類似した地名が登場しており、イプスコア(Ipuzcoa)、イプクチャ(Ipuçcha)、イプスカ(Ipuzka)などが確認されている。ギプスコア(Gipuzkoa)という単語の完全な語源は確認されていないが、バスク語のギプツ(Giputz)という単語と関連しており、前半部分のイプ(ip)はイパル(ipar)＝「北」、イプルディ(ipurdi)＝「後ろ」、イプイン(ipuin)＝「物語」などという単語と関わりがあるとされる。この解釈によれば、イプスコ(ipuzko)という単語は「北の」または「北へ」という意味を持っていた可能性がある。
Gipuzkoa
「Gipuzkoa」はエウスカルツァインディア（バスク語アカデミー）が推奨するバスク語の綴りであり、一般的にバスク語の公式文書で使用される。カスティーリャ語で書かれた文書であっても、公的な書類ではこのバスク語の綴りが必須である。スペイン・バスクにおけるメディアでもっとも頻繁に使用される綴りでもある。スペイン1978年憲法のバスク語版やバスク自治憲章（ゲルニカ憲章）のバスク語版でもこの綴りが使用されている。ギプスコア県議会はギプスコアの歴史的領域を示す際の唯一の公式表記としてこの綴りを定めている。
Guipúzcoa
「Guipúzcoa」はカスティーリャ語の綴りである。レアル・アカデミア・エスパニョーラ（スペイン語アカデミー）はカスティーリャ語での対外的な公的文書にのみこの表記を用いることを決定し、2011年からは原則としてバスク語の「Gipuzkoa」という綴りを使用することが必須となった。「Guipúzcoa」はスペイン1978年憲法のカスティーリャ語版やバスク自治憲章のカスティーリャ語版で使用されている。

## 人口
西はビスカヤ県、南西はアラバ県、東はナバーラ州、北東はフランスのピレネー＝アトランティック県と接しており、北はビスケー湾のカンタブリア海に面する。面積は1,909km2であり、スペインの50県中でもっとも小さい。2011年の人口は709,607人であり、人口の半分以上がサン・セバスティアン都市圏に、人口の約25%が県都サン・セバスティアンに住んでいるが、数多くの人口密集地が県全土に点在している。県都以外の重要な自治体には、イルン、エレンテリア、サラウツ、アラサーテ/モンドラゴン、エイバル、オンダリビア（フランスとの国境）、オニャティ、トローサ、ベアサイン、パサイア（主要な港町）などがある。
2012年の調査によると、ギプスコア県の人口は714,360人、人口密度は374人/km2である。スペインの50県中、マドリード県、バルセロナ県、ビスカヤ県に次いで4番目に人口密度が高い。ギプスコア県の人口の26%が県都サン・セバスティアンに居住している。スペイン全土の県都集中率の平均は32%であり、ギプスコア県の県都集中率は50県中33位である。
| ギプスコア県の人口の変遷 （下段はスペイン全土における比率） | ギプスコア県の人口の変遷 （下段はスペイン全土における比率） | ギプスコア県の人口の変遷 （下段はスペイン全土における比率） | ギプスコア県の人口の変遷 （下段はスペイン全土における比率） | ギプスコア県の人口の変遷 （下段はスペイン全土における比率） | ギプスコア県の人口の変遷 （下段はスペイン全土における比率） | ギプスコア県の人口の変遷 （下段はスペイン全土における比率） | ギプスコア県の人口の変遷 （下段はスペイン全土における比率） | ギプスコア県の人口の変遷 （下段はスペイン全土における比率） |
|                                                             | 1857                                                        | 1900                                                        | 1910                                                        | 1920                                                        | 1930                                                        | 1940                                                        | 1950                                                        | 1960                                                        |
| ----------------------------------------------------------- | ----------------------------------------------------------- | ----------------------------------------------------------- | ----------------------------------------------------------- | ----------------------------------------------------------- | ----------------------------------------------------------- | ----------------------------------------------------------- | ----------------------------------------------------------- | ----------------------------------------------------------- |
| 人口                                                        | 156,493                                                     | 195,850                                                     | 226,684                                                     | 258,557                                                     | 302,329                                                     | 331,753                                                     | 374,040                                                     | 478,337                                                     |
| 比率                                                        | 1.01 %                                                      | 1.05 %                                                      | 1.1.3 %                                                     | 1.21 %                                                      | 1.28 %                                                      | 1.28 %                                                      | 1.33 %                                                      | 1.56 %                                                      |
|                                                             | 1970                                                        | 1981                                                        | 1991                                                        | 1996                                                        | 2001                                                        | 2006                                                        | 2008                                                        | 2009                                                        |
| 人口                                                        | 631,003                                                     | 692,782                                                     | 676,307                                                     | 676,208                                                     | 680,069                                                     | 691,895                                                     | 701,056                                                     | 705,698                                                     |
| 比率                                                        | 1.86%                                                       | 1.84%                                                       | 1.72%                                                       | 1.70%                                                       | 1.65%                                                       | 1.55%                                                       |                                                             |                                                             |

| 自治体人口 (2010年) | 自治体人口 (2010年)     | 自治体人口 (2010年) | 自治体人口 (2010年) | 自治体人口 (2010年) | 自治体人口 (2010年) |
| 順位                | 自治体                  | 人口                | 順位                | 自治体              | 人口                |
| ------------------- | ----------------------- | ------------------- | ------------------- | ------------------- | ------------------- |
| 1.                  | サン・セバスティアン    | 185,510             | 11.                 | パサイア            | 15,977              |
| 2.                  | イルン                  | 60,938              | 12.                 | アンドアイン        | 14,662              |
| 3.                  | エレンテリア            | 39,020              | 13.                 | ベルガラ            | 14,637              |
| 4.                  | エイバル                | 27,378              | 14.                 | アスペイティア      | 14,305              |
| 5.                  | サラウツ                | 22,652              | 15.                 | ベアサイン          | 13,680              |
| 6.                  | アラサーテ/モンドラゴン | 22,011              | 16.                 | アスコイティア      | 11,351              |
| 7.                  | エルナニ                | 19,285              | 17.                 | エルゴイバル        | 11,324              |
| 8.                  | トローサ                | 18,095              | 18.                 | オニャティ          | 10,957              |
| 9.                  | ラサルテ＝オリア        | 17,856              | 19.                 | オイアルツン        | 9,947               |
| 10.                 | フエンテラビア          | 16,464              | 20.                 | オルディシア        | 9,758               |

## 地勢

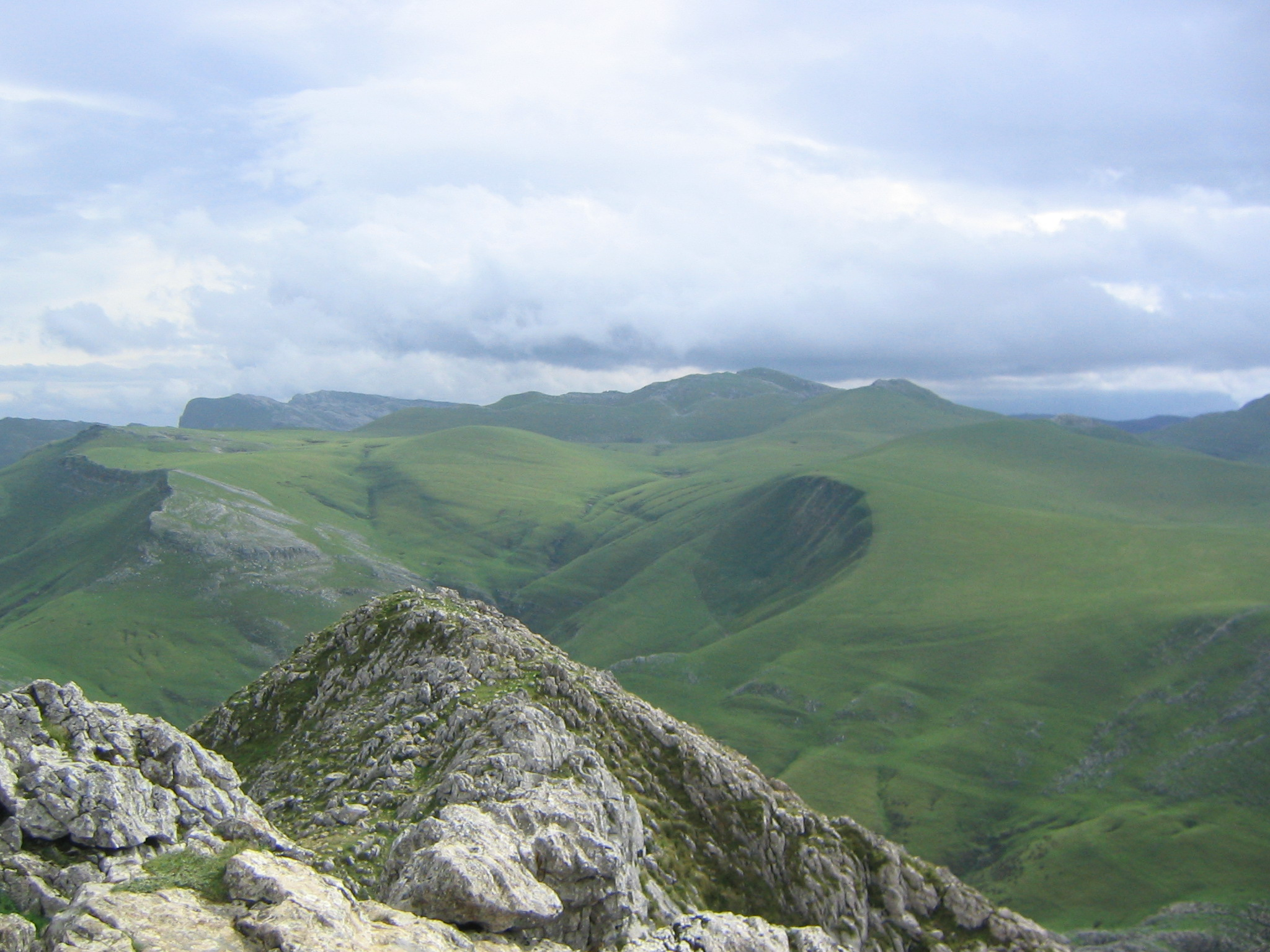
アララール山地

ギプスコア県は西岸海洋性気候(Cfb)でエスパーニャ・ベルデと呼ばれる地域にあり、緯度の割には温暖である。ビスケー湾と南部のギプスコア山地をつなぐ丘陵や草原の景観を特色としており、バスク山地の一部であるギプスコア山地の丘陵や起伏の多い地形はハイキングなどに適している。いくつかの山は象徴的な意味を持っており、それらの山頂には十字架・記念碑・登山者用郵便受けなどが置かれている。頂上に歩いて達する山岳巡礼も行われているが、巡礼は次第に宗教的熱意を失って世俗化している。ギプスコア県を象徴する山には、アイアコ・アリア山、エルニオ山、チンドキ山、アイスコリ山、イサライツ山などがある。アララール山地にあるアララール国立公園はギプスコア県とナバーラ州の境界付近にある。
ギプスコア県の河川はビスケー湾に達する他地域の河川とは異なる特色を示している。これらの河川は丘陵の多い内陸部を南から北に流れ、海に達する前には横幅の狭い盆地を短い間隔でいくつも形成する。年間を通じて安定した降水量があるため、これらの河川は季節による流量の変動が小さく、概して短い延長距離を考慮すれば源流部から河口部までに急激な高低差を示す。西から東に、デバ川、ウロラ川、オリア川、県都サン・セバスティアンでビスケー湾に注ぐウルメア川、オイアルツン川、フランスとの国境を形成するビダソア川があり、いずれも南から北に流れて大西洋のビスケー湾に注いでいる。しかし、ギプスコア県の最南端部、セガマのオツァウツテ集落からだけは細い流れが東に延び、やがてアラゴン川となって地中海に注いでいる。

## 政治
2011年5月22日に行われた地方選挙において、同年4月に設立されたばかりの政党連合ビルドゥ（事実上旧バタスナ）が34.60％の票を獲得し、ギプスコア県における第一政治勢力となった。43の自治体で評議員数において絶対多数を獲得、43首長を単独で選出した。他党との連立によって13の首長を選出しており、ビルドゥから56首長が誕生した。これはギプスコア県の自治体総数の48.86%に当たる。また評議員も441人を獲得、ビルドゥはギプスコア県において他の政治勢力を圧倒する勢力となった。
| 政党                  | 議席数 |
| ビルドゥ              | 22     |
| バスク民族主義党(PNV) | 14     |
| バスク社会党(PSE-EE)  | 10     |
| 国民党(PP)            | 4      |
| アララール            | 1      |

## 交通
サンティアゴの巡礼路

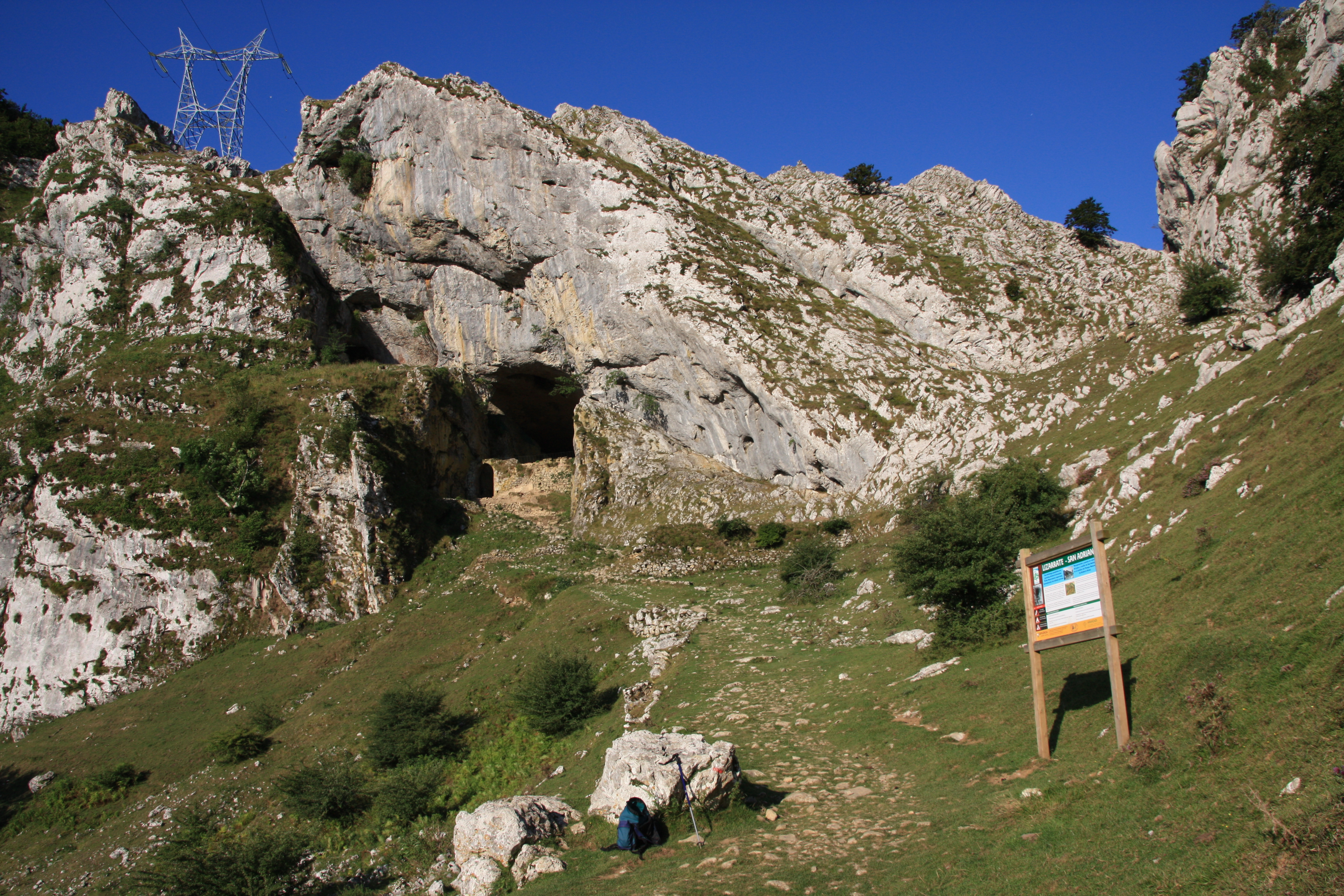
「北の道」にあるリサラテとアイスコリ山。

近代までは南北方向の河川に沿って建設された道路が主要な交通手段だった。内陸部を通るサンティアゴ・デ・コンポステーラの巡礼路のメインとなる巡礼路はギプスコア県を通過しないが、「北の道」はイルンからスペイン領土に入り、オリア川に沿って北東から南西に向かってギプスコア県を縦断。リサラテ（サン・アドリアン・トンネル）を通ってアラバ県に入り、ブルゴスでメインとなる巡礼路に接続した。リサラテは浸食によって岩が削られた天然のトンネルであり、アイスコリ山の中腹にある。1765年までにはデバ川に沿って王立道路が延伸し、「北の道」にはイルン、サン・セバスティアン、ビルバオ、サンタンデール、オビエドとバスク海岸に沿って歩いてガリシア州に入るルートが加えられた。このルートは「海岸の道」とも呼ばれる。
道路
1973年までにはビルバオとサン・セバスティアンを結ぶA-8号線とE-70号線の建設工事が完了。これらの高速道路は東西方向に谷を横断して激しい道路交通を可能にしており、この2都市間の交通の主軸になりつつある。ギプスコア県を通過する主要道路には、イルンとサン・セバスティアンを結ぶN-1号線、サン・セバスティアンからオリア川に沿ってナバーラ州アルツァス/アルサスアに向かうE-5号線がある。生態学者・左翼民族主義のバタスナ・バスク祖国と自由(ETA)の抗議運動や攻撃活動で妨害されながらも、1995年にはA-15号線が延伸してサン・セバスティアンとナバーラ州の州都パンプローナを結んだ。建設計画論争が終結したのは最終的なレイアウトが決定してからだった。2010年1月、ギプスコア県政府は増え続ける道路交通への対策や改善のために、エイバルから南に向かうAP-1号線のビトリア＝ガステイスまでの延伸工事を完了し、アラサーテ/モンドラゴンやベルガラなどギプスコア県西部の工業地域に快適な交通手段を提供した。南北方向に走るAP-1号線とN-1号線は、ベルガラとベアサインの間で東西方向に走るGI-632号線で接続している。サン・セバスティアン都市圏南部には外環状線が建設され、サン・セバスティアン市街地を通過せずに東西方向に抜けることができる。
鉄道
大まかに言えば、レンフェ（スペイン国鉄）はイルンからサン・セバスティアン、トローサ、スマラガを通ってナバーラ州に抜ける南北方向の線路を所有しており、バスク鉄道はイルンからサン・セバスティアン、エイバルを通ってビスカヤ県に抜ける東西方向の線路を所有している。ギプスコア県の主要都市では、アラサーテ/モンドラゴンにはレンフェの路線もバスク鉄道の路線も走っていない。イルンとサン・セバスティアン都市圏の間ではレンフェとバスク鉄道がラピッド・トランジットを運行しており、それぞれ路線にセルカニアス サン・セバスティアン、メトロ・ドノスティアルデアという名称がつけられている。これらのラピッド・トランジットは国境を越えてフランスのアンダイエに達しており、アンダイエでフランス国鉄と接続している。
レンフェの近郊路線はサン・セバスティアンから南西のアイスコリ山麓に向かってオリア川に沿って走る。この路線はエルナニ、トローサ、ベアサイン、スマラガなどを通り、アイスコリ山の東麓でナバーラ州との州境を超えてアルツァス/アルサスアに達している。バスク鉄道の近郊路線（コスタルデア線）はサン・セバスティアンからバスク海岸に沿って走る。サラウツ、デバ、エルゴイバルなどを通り、エイバル近郊にあるギプスコア/ビスカヤ県境の町エルムアで別の路線に接続している。バスク鉄道はコスタルデア線のスマイアから南のアスペイティア方面に向かう路線、コスタルデア線のデバから東のオンダロア方面に向かう路線の建設を計画している。バスク鉄道は軌間1,000mmの狭軌線であり、また小規模な町を細かくつなぐことで線形が悪いため、長距離の移動には実用的でない。
北東のアンダイエ（フランス）、南東のパンプローナ、南西のビトリア＝ガステイス、北西のビルバオを「X」字状につなぐ高速鉄道が建設中であり、その一部は「Y」字状のバスクYとして運行される。これらの高速鉄道は2016年に開通する予定であるが、生態学者や左翼民族主義者などは建設に対して強い反対運動を展開し、また財政的な緊張状態もあって未来が不確かなものとなっている。
航空
オンダリビアにあるサン・セバスティアン空港はギプスコア県唯一の空港である。イベリア航空がマドリード＝バラハス空港に、ブエリング航空がバルセロナ＝エル・プラット空港に定期便を運航しており、イベリア航空はパルマ・デ・マヨルカ空港に夏季のみ定期便を運航している。国際路線には県外のビアリッツ＝アングレット＝バイヨンヌ空港（フランス）やビルバオ空港が使用される。

## 文化
ギプスコア県は伝統的にローマ・カトリックの県であり、守護聖人はイエズス会の創立者であるイグナチオ・デ・ロヨラとアランツァスの聖母である。ギプスコア県はバスク地方の中でバスク語がもっとも広く用いられている県であり、バスク語の方言としてギプスコア方言がある。ほとんどの地域でギプスコア方言が話されており、他の方言の中で重要な地位を保持して活力を見せている。
トリキティシャ（ボタン式アコーディオン）、チャラパルタ（木琴）、アルボカ（角笛）、チストゥ（縦笛）などがバスクの伝統的な音楽文化であり、バスクの田園風景にはバシェリ（高床家屋）が見られる。エドゥアルド・チリーダなどバスクの彫刻家は石・鋼鉄・鉄など重量感のある素材を用いた作品を制作するが、これは重工業が盛んなこの地方の産業構造に起因する。サン・セバスティアンやトローサなどでは国際的なポップカルチャーイベントが開催されている。ホセ・アンヘル・イリバル、ホセバ・エチェベリア、シャビ・アロンソなど、優れたサッカー選手を数多く生み出している。

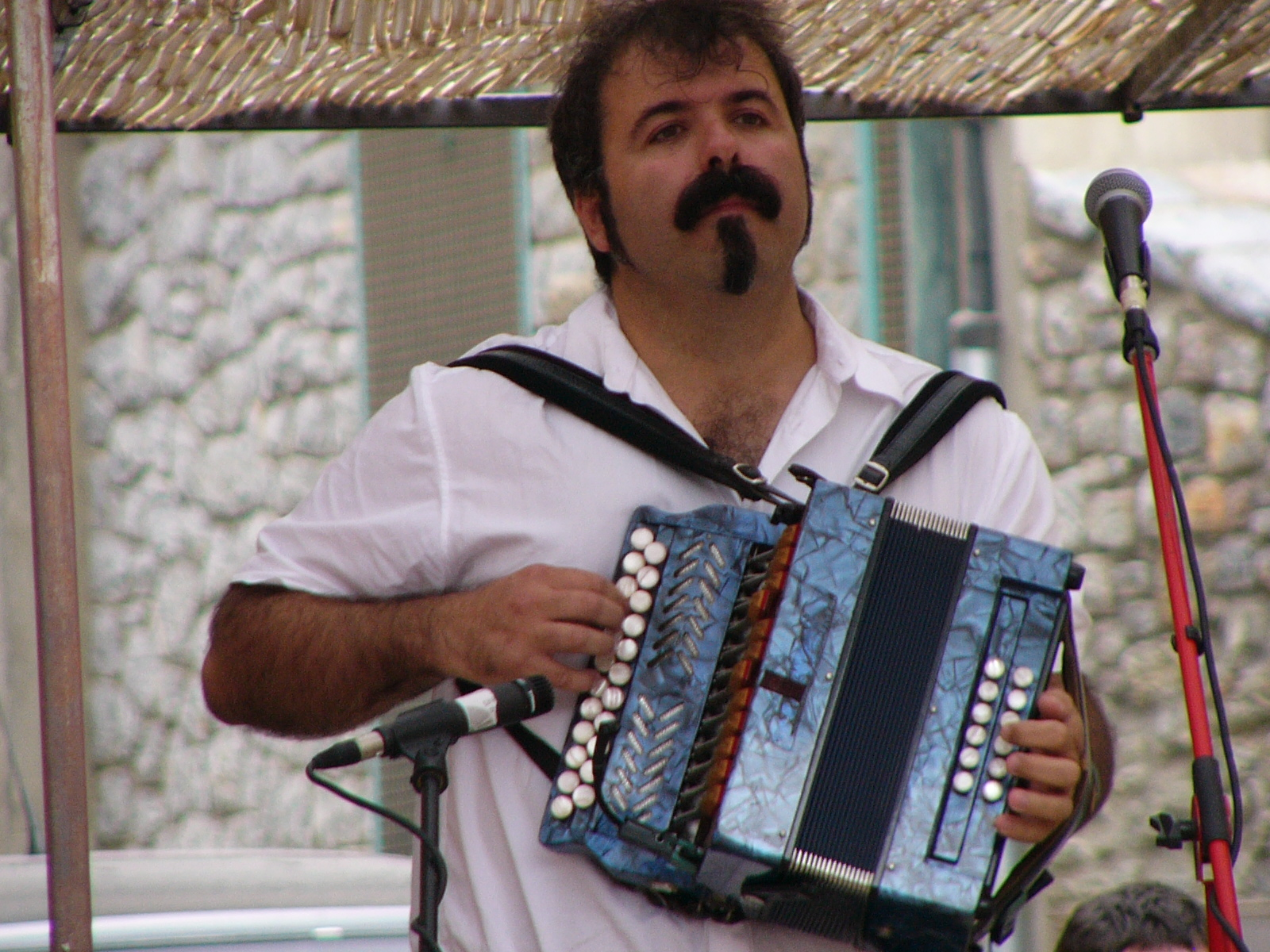
トリキティシャとその奏者
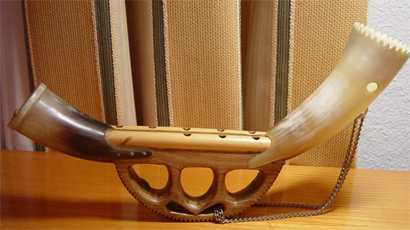
アルボカ（角笛）
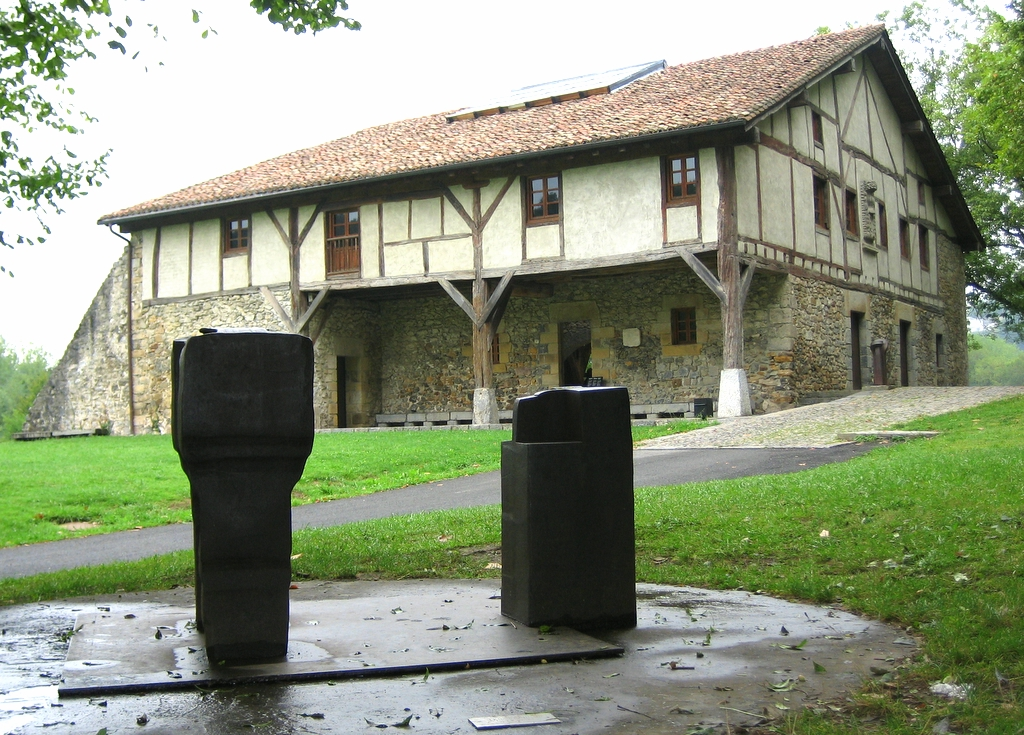
高床家屋のバセリ
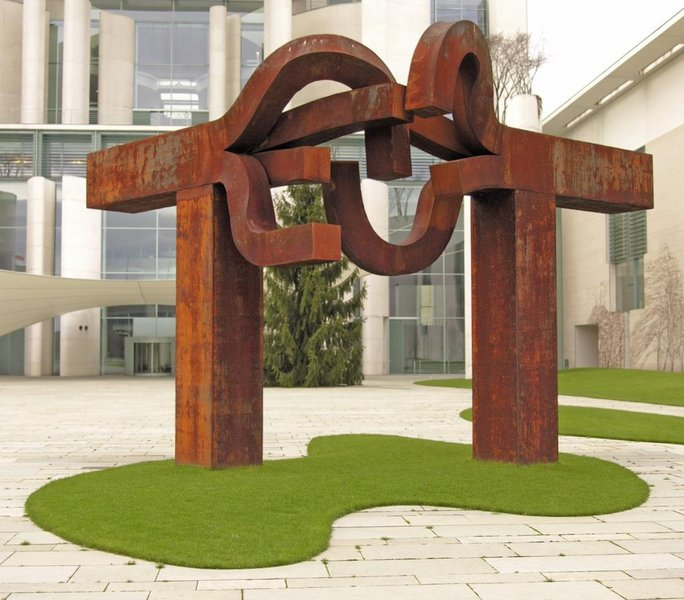
チリーダの彫刻作品

## 出身・関連人物
| - フアン・セバスティアン・エルカーノ – 探検家。マゼラン隊の指揮を引き継いで世界初となる世界周航達成。 - アンドレス・デ・ウルダネータ – 探検家。史上2番目に世界周航達成。 - ミゲル・ロペス・デ・レガスピ – コンキスタドール。初代フィリピン総督。 - ロペ・デ・アギーレ – コンキスタドール。黄金郷を求めてアマゾン川を探検。 - カタリーナ・エラウソ - 17世紀の修道女であり兵士。 - トマス・デ・スマラカレギ – 軍人。カルリスタの将軍。 - ホアキン・マリア・フェレール – 政治家。1841年にスペイン首相。 - ヘスス・マリア・デ・レイサオラ – 政治家。1960年から1979年にバスク自治州政府レンダカリ。 - エンリケ・ムヒカ – 政治家。1988年から1991年にスペイン法務大臣。 - ハイメ・マジョール・オレハ – 政治家。1996年から2001年にスペイン内務大臣。 - フアン・ホセ・イバレチェ – 政治家。1999年から2009年にバスク自治州政府レンダカリ。 - バカルチョ・テヘリア – 政治家。2012年からバスク自治州議会議長。 - ホセ・ミゲル・バランディアラン – 人類学者・古生物学者。 - ホセ・アスルメンディ – 哲学者。 - フェルナンド・サバテール – 哲学者・倫理学者。 - コルド・ミチェレナ – 言語学者。 - イグナチオ・デ・ロヨラ – 聖職者。イエズス会の創立者。 - マヌエル・ララメンディ – 作家・聖職者・言語学者・歴史家。バスク語とバスク文化の提唱者。 - レスレクシオン・マリア・デ・アスクエ – 聖職者・作家・詩人。エウスカルツァインディア（王立バスク語アカデミー）の設立者。 - ピオ・バローハ – 作家。98年世代のひとり。 - ベルナルド・アチャーガ – 作家。 - キルメン・ウリベ – 作家。2009年にスペイン国民小説賞受賞。 | - イグナシオ・スロアガ – 画家。暗雲立ちこめる風景画を得意とした。 - アルベルト・イグレシアス – 作曲家。映画音楽を得意とする。 - ミケル・ラボア – シンガーソングライター。「バスク音楽の創始者」とされる。 - アントニオ・メルセロ – 映画ディレクター。2010年にゴヤ賞名誉賞。 - フリオ・メデム – 映画監督・脚本家。 - エドゥアルド・チリーダ – 彫刻家。1987年にアストゥリアス皇太子賞芸術部門受賞。 - カルロス・アルギニャーノ – 料理人・テレビ司会者・プロデューサー。 - テルモ・サラ – サッカー選手。ラ・リーガ得点王６回。 - ホセ・アンヘル・イリバル - サッカー選手。EURO1964優勝。 - シャビ・アロンソ - サッカー選手。2010 W杯優勝。 - ルイス・アルコナーダ – サッカー選手。W杯に2度出場。 - シルビア・マンリケ – フィールドホッケー選手。バルセロナ五輪金メダル。 - アターノ3世 – バスク・ペロタ選手。選手権4度優勝。 - マヌエル・アロンソ – テニス選手。1977年に国際テニス殿堂入り。 - マリア・エイスメンディ – 女子スラローム選手。夏季五輪3度出場。 - イケル・マルティネス – セーリング選手。アテネ五輪49er級金メダル・北京五輪49er級銀メダル。 - マイアレン・コラント – カヌー競技選手。ロンドン五輪スラローム銅メダル。 - アブラハム・オラーノ – 自転車競技選手。世界選手権1995年個人ロード・1998年個人TT優勝。 - ホセ・マリア・オラサバル – ゴルファー。1994年・1999年マスターズ優勝。 |

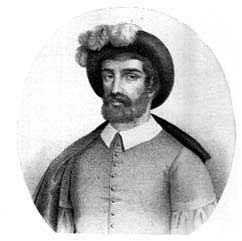
探検家のエルカーノ
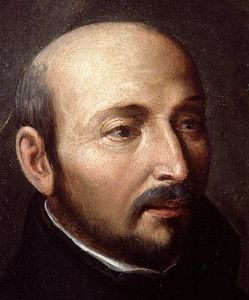
聖職者のロヨラ
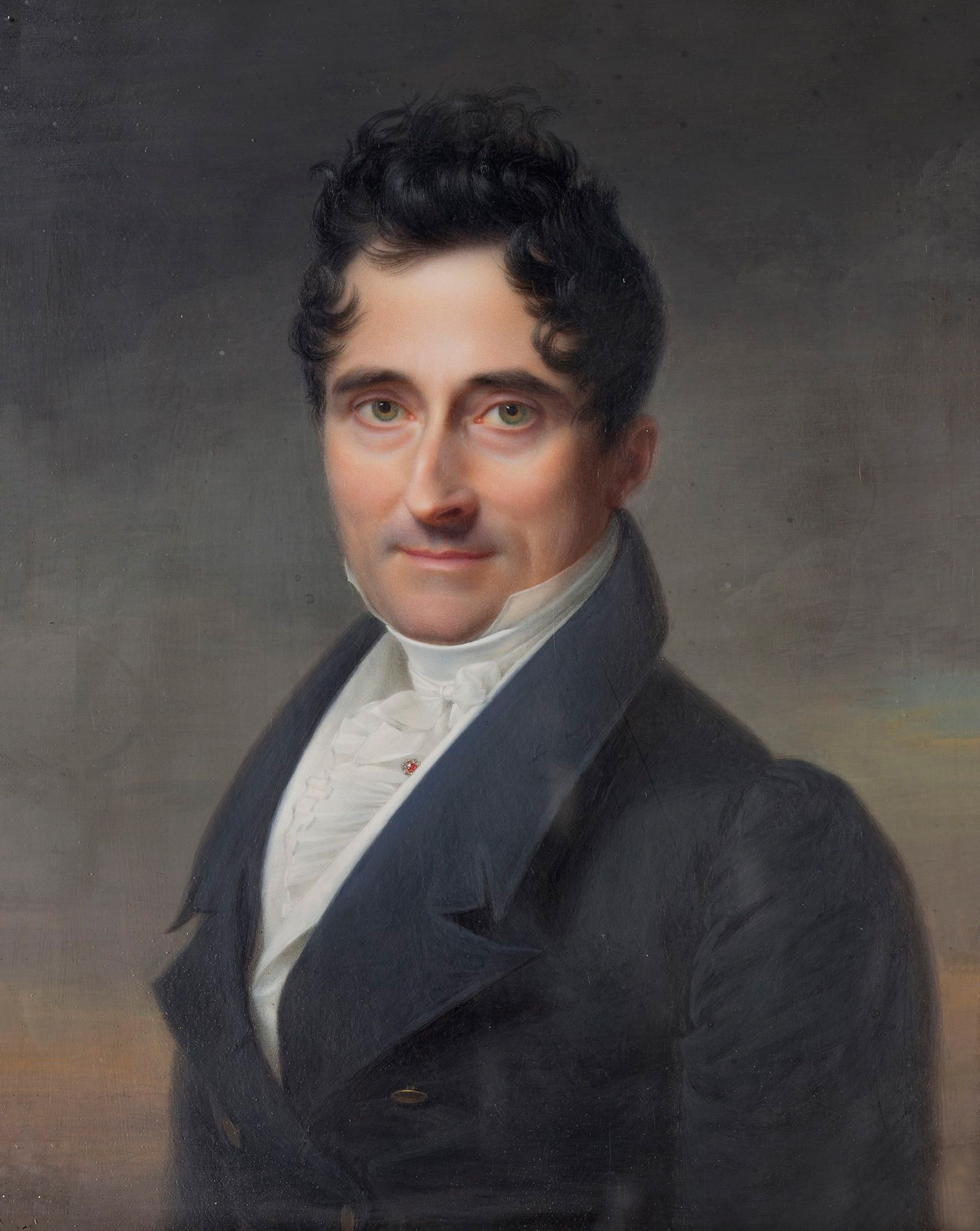
政治家のフェレール
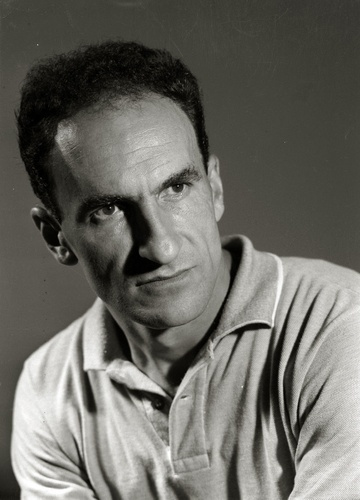
彫刻家のチリーダ
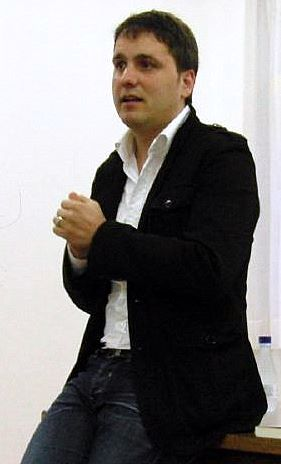
作家のウリベ